# Eckersberg (Frohburg)
Eckersberg ist ein Ortsteil der Stadt Frohburg im Süden des Landkreises Leipzig in Sachsen.

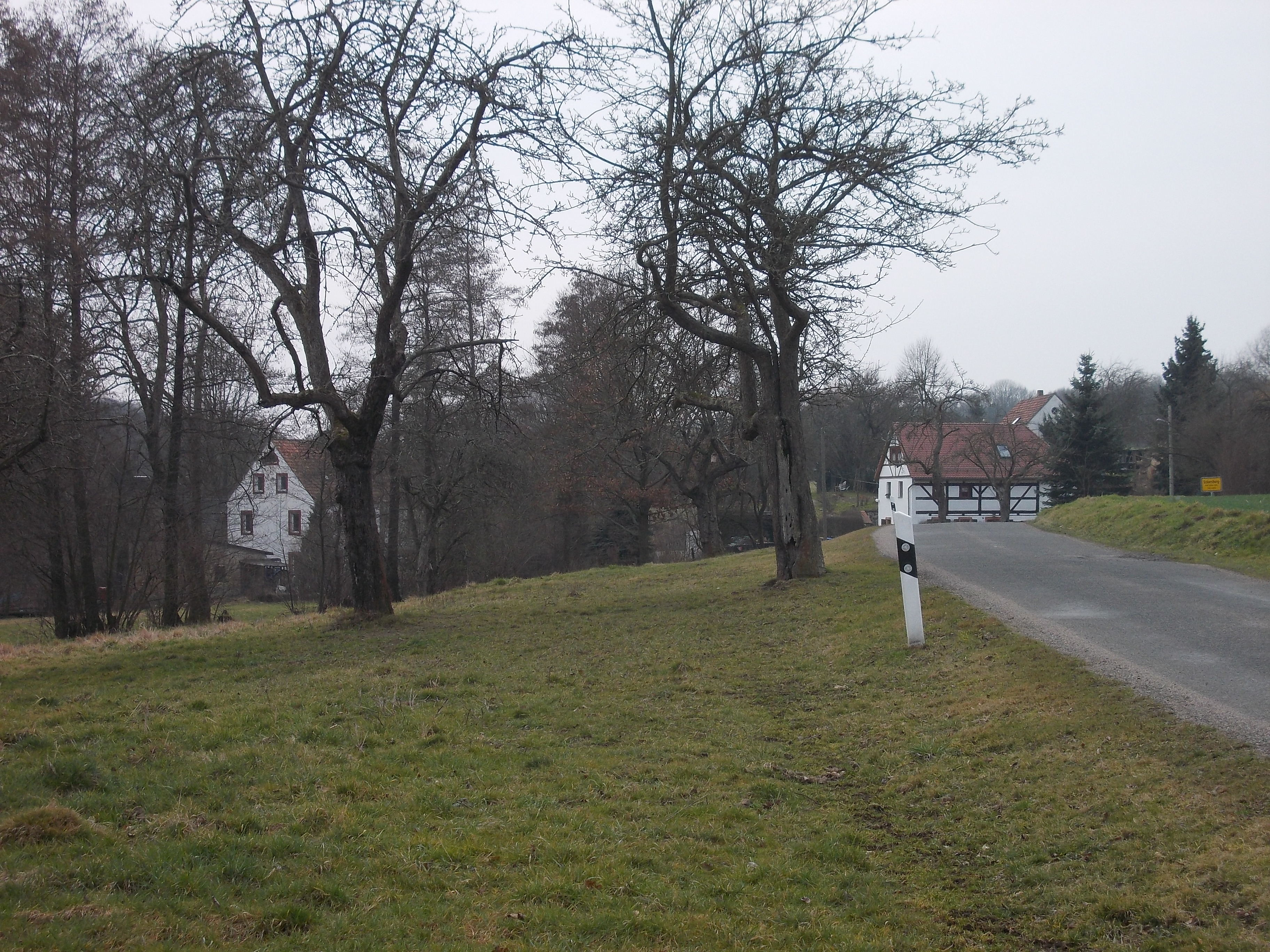
Blick auf Eckersberg

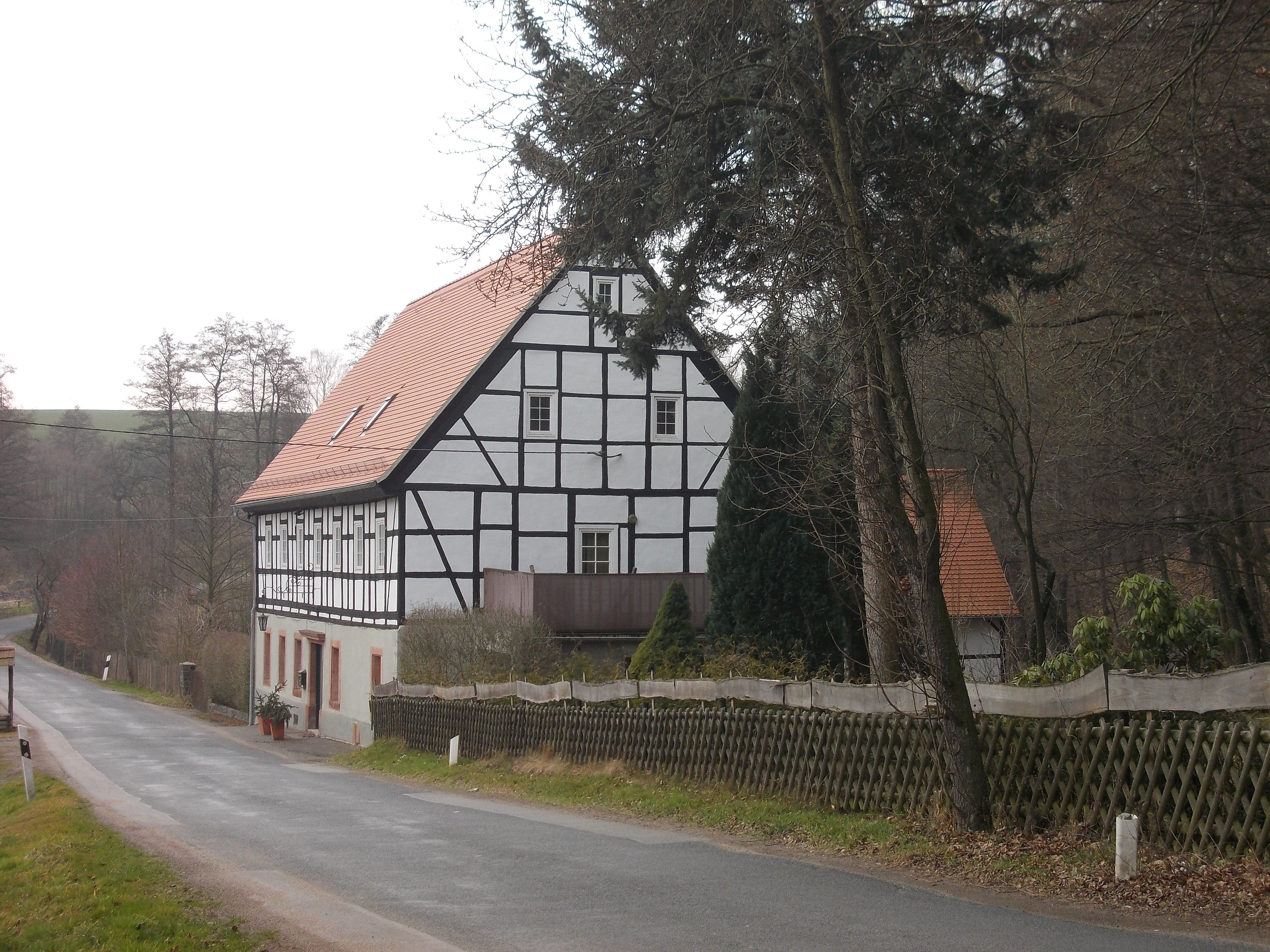
Die Lochmühle bei Eckersberg

## Geografie
Der Ort liegt mit seinen vier Häusern im Tal des Ossabachs zwischen Theusdorf im Nordosten, Roda im Norden und Kohren-Sahlis im Südwesten. Er ist umgeben von Feldern. Im Südwesten des Ortes liegt ein kleines Waldstück. Zum Ort gehört auch die weiter entfernte, in Richtung Kohren-Sahlis befindliche, Lochmühle.

## Geschichte
Eckersberg wurde im Jahr 1208 unter dem Namen "Eggehardesberc " als "villa" bezeichnet. 1377 galt der Ort bereits als Wüstung. 1452 wurde er durch Hussiten zerstört und war seitdem zu Theusdorf gehörig. Erst um 1694 wurde Eckersberg als Vorwerk erwähnt, dessen Gerichtsbarkeit anteilig zu den Rittergütern Sahlis und Syhra gehörte. Die Ortswüstung hatte Anteile an den Fluren Terpitz, Theusdorf und Syhra. Eckersberg lag bis 1856 im kursächsischen bzw. königlich-sächsischen Amt Borna. Ab 1856 gehörte der Ort zum Gerichtsamt Geithain und ab 1875 zur Amtshauptmannschaft Borna.
Um 1875 gehörte die Häusergruppe Eckersberg als Ortsteil zum sich im Nordwesten anschließenden Theusdorf. Am 31. März 1935 wurde Theusdorf mit seinem Ortsteil Eckersberg nach Syhra eingemeindet. 1948 erfolgte die Umgliederung von Eckersberg nach Kohren-Sahlis. Seit dem 1. Januar 2018 gehört der Ort zur Stadt Frohburg.

### Einwohnerentwicklung
- 1834: 27 Einwohner
- 1871: 21 Einwohner
- 1890: 25 Einwohner
- 2000: 10 Einwohner
- 2019: 4 Einwohner

### Namensentwicklung
- 1208: Eggehardesberc
- 1233: Ekhartsberge
- 1474: Eckerspergk
- 1551: Eckersberger Guetter
- heute: Eckersberg

## Wirtschaft

### Ansässige Unternehmen
Im Dorf ist ein Dachdecker ansässig. Außerdem befindet sich in der zum Ort gehörenden Lochmühle eine Tierpension.

### Verkehr
Der Ort verfügt lediglich über eine schmale Ortsdurchfahrt. Eine Anbindung an den Busverkehr findet sich im Nachbarort Theusdorf.